# Тудан
Туда́н (Тудакан, Дюдень, Дедень) — ордынский царевич XIII века, брат хана Золотой Орды Тохты.
Известен тем, что во время борьбы за власть между великим князем Дмитрием Александровичем и его братом Андреем Александровичем, по поручению Ногая вступил на Русь со своим войском (Дюденева рать), выступив на стороне Андрея Александровича. Разорил многие русские города: Суздаль, Владимир, Москву, Муром, Коломну и другие.
Поход хана Дюденя упоминается в Никоновской летописи (1295 год).
Был настигнут войсками противника, потерпел поражение. Хан Дедень был убит в 1295 году и, по преданию, похоронен на месте сражения, в районе села Деденево, получившего название в честь хана.